# Jevhenij Borkin
Jevhenij Borkin (in ucraino Євгеній Боркін?; 7 febbraio 1980) è un pentatleta ucraino.

## Palmarès
In carriera ha conseguito i seguenti risultati:
- Mondiali:

Budapest 2008: argento nel pentathlon moderno a squadre.
- Europei

Budapest 2006: argento nel pentathlon moderno staffetta a squadre.